# Spezlwirtschaft
Spezlwirtschaft ist eine Sitcom des Bayerischen Rundfunks.

## Inhalt
Heinz Liebl betreibt im Münchner Stadtteil Haidhausen einen kleinen Getränkeladen, den er von seiner Mutter übernommen hat. Er trägt den Namen Heinzi’s Getränkequelle. Da Heinzi nachlässig ist und wenig Ahnung von Geschäftsführung hat, schwebt in der Getränkequelle ein Chaos, das sich wie ein roter Faden über die Folgen hinwegzieht.
Heinzis Ex-Frau Agnes ist bereit auszuhelfen, was jedoch oft genug vergebens ist, außerdem brennt zwischen Agnes und Heinzi immer noch ein leichter Zwist auf. Zudem sorgen Frau Holicek, die Hausmeisterin und -besitzerin, Kurti und der ehemalige Angestellte Luigi, der inzwischen im Nebenhaus eine Espressobar betreibt, sowie der zeitweilig auftauchende Polizist Schachtlinger für Aufregung.
Als Anspielung auf Klischees bayerischer Politik sind immer wieder die fiktiven Biere „Spezlbräu“ und „Amigo-Weisse“ zu sehen. In den meisten Episoden treten Gastschauspieler in Nebenrollen auf.

## Entstehung & Veröffentlichung
Produziert wird die Serie im Fernsehstudio München. Das Haus mit der Außenfassade (im Vorspann, seit Beginn der Produktion als Sitcom 2006 auch häufiger während der Handlung) befindet sich wirklich in Haidhausen, in der Preysingstraße 8.
Ausgestrahlt wurde freitags um 22:00 Uhr. Die Erstausstrahlung erfolgte am 2. März 2001 im Bayerischen Fernsehen. Bisher lief die Sendung als Sitcom im BR vom 10. November bis zum 29. Dezember 2006, vom 15. Februar bis zum 14. März 2008, sowie vom 26. September bis zum 31. Oktober 2008 und im Jahre 2010 vom 9. April bis zum 14. Mai.
Ab 1. April 2011 wurden 6 neue Folgen gesendet, ab dem 11. März 2011 wurden die vorangehenden drei Episoden wiederholt. Ab 24. Februar 2012 wurde die sechste und letzte Staffel ausgestrahlt.
Die folgende Liste führt alle Episoden der Sitcom seit 2006 auf.

### Staffel 1
| Nr. (ges.) | Nr. (St.) | Originaltitel            | Erstausstrahlung D |
| ---------- | --------- | ------------------------ | ------------------ |
| 1          | 1         | Die Annonce              | 10. Nov. 2006      |
| 2          | 2         | Die Urlaubsvertretung    | 17. Nov. 2006      |
| 3          | 3         | Die Diät                 | 24. Nov. 2006      |
| 4          | 4         | Die Konkurrenz           | 1. Dez. 2006       |
| 5          | 5         | Achtung Aufnahme!        | 8. Dez. 2006       |
| 6          | 6         | Italienische Weihnachten | 22. Dez. 2006      |
| 7          | 7         | Die Inventur             | 29. Dez. 2006      |

### Staffel 2
| Nr. (ges.) | Nr. (St.) | Originaltitel       | Erstausstrahlung D |
| ---------- | --------- | ------------------- | ------------------ |
| 8          | 1         | Agnes               | 15. Feb. 2008      |
| 9          | 2         | Der falsche Kranke  | 22. Feb. 2008      |
| 10         | 3         | Verkehrskasperl     | 29. Feb. 2008      |
| 11         | 4         | Der Bierkrieg       | 7. März 2008       |
| 12         | 5         | Der blaue Maradonna | 14. März 2008      |

### Staffel 3
| Nr. (ges.) | Nr. (St.) | Originaltitel       | Erstausstrahlung D |
| ---------- | --------- | ------------------- | ------------------ |
| 13         | 1         | Der Jahrhundertwein | 26. Sep. 2008      |
| 14         | 2         | Der Erbschleicher   | 3. Okt. 2008       |
| 15         | 3         | Der Lebensretter    | 10. Okt. 2008      |
| 16         | 4         | Der Azubi           | 17. Okt. 2008      |
| 17         | 5         | Der Föhn            | 24. Okt. 2008      |
| 18         | 6         | Die Fahrerflucht    | 31. Okt. 2008      |

### Staffel 4
| Nr. (ges.) | Nr. (St.) | Originaltitel        | Erstausstrahlung D |
| ---------- | --------- | -------------------- | ------------------ |
| 19         | 1         | Das Wundermittel     | 9. Apr. 2010       |
| 20         | 2         | Der Besuch           | 16. Apr. 2010      |
| 21         | 3         | Der Schein trügt     | 23. Apr. 2010      |
| 22         | 4         | Das Jubiläum         | 30. Apr. 2010      |
| 23         | 5         | Der neue Hausmeister | 7. Mai 2010        |
| 24         | 6         | Das zweite Standbein | 21. Mai 2010       |

### Staffel 5
| Nr. (ges.) | Nr. (St.) | Originaltitel   | Erstausstrahlung D |
| ---------- | --------- | --------------- | ------------------ |
| 25         | 1         | Der Zahn        | 1. Apr. 2011       |
| 26         | 2         | Der Tausch      | 8. Apr. 2011       |
| 27         | 3         | Die Band        | 15. Apr. 2011      |
| 28         | 4         | Ganz schön wild | 29. Apr. 2011      |
| 29         | 5         | Das Erbe        | 6. Mai 2011        |
| 30         | 6         | Die Prüfung     | 13. Mai 2011       |

### Staffel 6
| Nr. (ges.) | Nr. (St.) | Originaltitel         | Erstausstrahlung D |
| ---------- | --------- | --------------------- | ------------------ |
| 31         | 1         | Die Selbsthilfegruppe | 24. Feb. 2012      |
| 32         | 2         | Die Schamanin         | 2. März 2012       |
| 33         | 3         | Die Versetzung        | 9. März 2012       |
| 34         | 4         | Das Alpenglühen       | 16. März 2012      |
| 35         | 5         | Die Geiselnahme       | 23. März 2012      |
| 36         | 6         | Die Partnerbörse      | 30. März 2012      |